# Júszef Máleh
Júszef Máleh (Castel San Pietro Terme, 1998. augusztus 22. –) olasz születésű marokkói válogatott labdarúgó, az olasz Lecce középpályása.

## Pályafutása

### Klubcsapatokban
Máleh az olaszországi Castel San Pietro Terme városában született. Az ifjúsági pályafutását a Cesena akadémiájánál kezdte.
2017-ben mutatkozott be a Cesena felnőtt keretében. 2018-ban a Ravennánál szerepelt kölcsönben. 2018 nyarán a másodosztályban szereplő Venezia szerződtette. A 2018–19-es szezonban szintén a Ravennánál játszott, mint kölcsönjátékos. 2021 januárjában az első osztályban érdekelt Fiorentinához igazolt, majd egy nappal később kölcsönben visszatért a Veneziához a szezon hátralévő részére. Először a 2021. augusztus 22-ei, Roma ellen 3–1-re elvesztett mérkőzésen lépett pályára. Első gólját 2021. december 5-én, a Bologna ellen idegenben 3–2-es győzelemmel zárult találkozón szerezte meg. A 2022–23-as idény második felében a Lecce csapatát erősítette szintén kölcsönben. A lehetőséggel élve, 2023. július 1-jén négyéves szerződést kötött a Lecce együttesével.

### A válogatottban
Máleh 2020-ban tagja volt az olasz U21-es válogatottnak.
2023-ban debütált a marokkói válogatottban. Először a 2023. június 17-ei, Dél-afrikai Köztársaság ellen 2–1-re elvesztett mérkőzésen lépett pályára.

## Statisztikák
2023. június 4. szerint
| Klub       | Szezon   | Osztály  | Bajnokság | Bajnokság | Kupa  | Kupa | Nemzetközi | Nemzetközi | Összesen | Összesen |
| Klub       | Szezon   | Osztály  | Meccs     | Gól       | Meccs | Gól  | Meccs      | Gól        | Meccs    | Gól      |
| ---------- | -------- | -------- | --------- | --------- | ----- | ---- | ---------- | ---------- | -------- | -------- |
| Venezia    | 2019–20  | Serie B  | 28        | 1         | 2     | 0    | —          | —          | 30       | 1        |
| Venezia    | 2020–21  | Serie B  | 33        | 5         | 0     | 0    | —          | —          | 33       | 5        |
| Venezia    | Összesen | Összesen | 61        | 6         | 2     | 0    | 0          | 0          | 63       | 6        |
| Fiorentina | 2021–22  | Serie A  | 28        | 2         | 5     | 1    | —          | —          | 33       | 3        |
| Fiorentina | 2022–23  | Serie A  | 7         | 0         | 0     | 0    | 5          | 0          | 12       | 0        |
| Fiorentina | Összesen | Összesen | 35        | 2         | 5     | 1    | 5          | 0          | 45       | 3        |
| Lecce      | 2022–23  | Serie A  | 17        | 0         | 0     | 0    | —          | —          | 17       | 0        |
| Összesen   | Összesen | Összesen | 113       | 8         | 7     | 1    | 5          | 0          | 125      | 9        |

### A válogatottban
| Válogatott | Év       | Pályára lépés | Gól |
| ---------- | -------- | ------------- | --- |
| Marokkó    | 2023     | 1             | 0   |
| Összesen   | Összesen | 1             | 0   |